# 索尔人
索尔人，是分布于俄罗斯克麥罗沃州的突厥人。在十七至十八世纪出现在俄国文件中。
多数索尔人居住在托木河至孔多馬河一帶，他们也分布于哈卡斯共和国与阿尔泰共和国。在2002年人口普查，有13975人在俄国。(其他时间12,601（1926）, 16,042（1939）, 14,938（1959）, 15,950（1970）, 15,182（1979），15,745（1989），索尔人説突厥語西伯利亚语支。
他们大多数人信東正教，但仍保留了萨满教与泛靈論的信仰殘余。他们經常与凯特人通婚，文化上与哈卡斯人相似。他们狩猎捕捞与採集松籽，實行原始农业，冶炼是生产重要部分。他们在十月革命成为农民，牧牛人与工人。

## 參加
- 邵爾語

## 外部連結
- Последний кайчи. Радиопрограмма о шорском сказителе （俄文）